# Euless
Euless ist eine Stadt im Tarrant County im US-Bundesstaat Texas in den Vereinigten Staaten. Das U.S. Census Bureau hat bei der Volkszählung 2020 eine Einwohnerzahl von 61.032 ermittelt.

## Geographie
Die Stadt liegt an der Zusammenführung der Texas State Routes 10 und 183, westlich des Dallas-Fort Worth Airports im Nordosten des Countys, nördlich eines Seitenarms des Trinity Rivers und hat eine Gesamtfläche von 42,1 km² ohne nennenswerte Wasserfläche.

## Geschichte
Gegründet wurde die Stadt 1867 von Elisha Adam Euless, einem Farmer und Geschäftsmann aus Tennessee, der sich hier niederließ und u. a. eine Mühle erbaute und nach dem der Ort auch benannt wurde.

## Demografische Daten
Nach der Volkszählung im Jahr 2000 lebten hier 46.005 Menschen in 19.218 Haushalten und 11.626 Familien. Die Bevölkerungsdichte betrug 1.091,7 Einwohner pro km². Ethnisch betrachtet setzte sich die Bevölkerung zusammen aus 75,52 % weißer Bevölkerung, 6,49 % Afroamerikanern, 0,64 % amerikanischen Ureinwohnern, 7,15 % Asiaten, 1,86 % Bewohnern aus dem pazifischen Inselraum und 5,38 % aus anderen ethnischen Gruppen. Etwa 2,96 % waren gemischter Abstammung und 13,31 % der Bevölkerung waren spanischer oder lateinamerikanischer Abstammung.
Von den 19.218 Haushalten hatten 31,6 % Kinder unter 18 Jahre, die im Haushalt lebten. 45,3 % davon waren verheiratete, zusammenlebende Paare. 10,9 % waren allein erziehende Mütter und 39,5 % waren keine Familien. 31,0 % aller Haushalte waren Singlehaushalte und in 3,0 % lebten Menschen, die 65 Jahre oder älter waren. Die Durchschnittshaushaltsgröße betrug 2,38 und die durchschnittliche Größe einer Familie belief sich auf 3,05 Personen.
25,0 % der Bevölkerung waren unter 18 Jahre alt, 9,8 % von 18 bis 24, 39,7 % von 25 bis 44, 19,7 % von 45 bis 64, und 5,8 % die 65 Jahre oder älter waren. Das Durchschnittsalter war 32 Jahre. Auf 100 weibliche Personen aller Altersgruppen kamen 98,6 männliche Personen. Auf 100 Frauen im Alter von 18 Jahren und darüber kamen 98,0 Männer.

Das jährliche Durchschnittseinkommen eines Haushalts betrug 49.582 USD, das Durchschnittseinkommen einer Familie 54.697 USD. Männer hatten ein Durchschnittseinkommen von 39.169 USD gegenüber den Frauen mit 32.370 USD. Das Prokopfeinkommen betrug 23.764 USD. 7,0 % der Bevölkerung und 5,7 % der Familien lebten unterhalb der Armutsgrenze. Davon waren 9,5 % Kinder und Jugendliche unter 18 Jahren und 5,7 % waren 65 oder älter.

## Söhne und Töchter der Stadt
- Michael Lynn (* 1980), Internet-Sicherheitsexperte
- Sarah Shahi (* 1980), Schauspielerin